# ری اوانز (بازیکن فوتبال، زاده۱۹۲۷)
ری اوانز (انگلیسی: Ray Evans؛ 27 November 1927 – ۲۰۱۰ (۸۲−۸۳ سال)) بازیکن فوتبال بود.
از باشگاه‌هایی که در آن بازی کرده‌است می‌توان به باشگاه فوتبال استوک‌پورت کانتی اشاره کرد.